# Anna Rydbeck
Anna Jenny Andrea Levander, tidigare Rydbeck, född 9 februari 1888 i Sundsvalls församling, Västernorrlands län, död 2 juni 1961 i Breds församling, Uppsala län, var en svensk ämneslärare och rösträttsaktivist. 
Hon var verksam i kampanjen för införandet av kvinnlig rösträtt i Sverige och ordförande för Föreningen för kvinnans politiska rösträtt i Strömsund 1917–1919. 